# Thibault Rossard
Thibault Rossard (* 28. August 1993 in Soisy-sous-Montmorency) ist ein französischer Volleyballspieler.

## Karriere
Rossard begann seine Karriere 2011 bei Spacer’s Toulouse. 2015 wechselte er zum Ligakonkurrenten  Arago de Sète. Im Jahr 2016 unterschrieb er einen Vertrag beim polnischen Verein Asseco Resovia Rzeszów und nahm an den Olympischen Sommerspielen 2016 teil.
Sein Bruder Quentin Rossard, sein Großvater Jacques Rossard und sein Cousin Nicolas Rossard sind ebenfalls Volleyballspieler.